# Свети Никола (Гиноец)
Вижте пояснителната страница за други значения на Свети Никола.
„Свети Никола“ (на албански: Kisha e Shën Nikollës) е късновъзрожденска православна църква, разположена в дебърското село Гиноец, Албания. Част е от Тиранската и Драчка епархия.
Църквата е изградена в 1911 година, за което свидетелства ктиторският надпис на западната фасада и е единствената оцеляла от трите храма на селото. През 1956 година църквата пострадва от пожар, а по време на атеистичния режим в Албания от 1967 до 1991 г. се използва като склад. След това е възстановена на Албанската православна църква. В 2004 година започва ремонт на църквата с помощта на българското посолство в Тирана. В 2006 година певецът Илия Луков дарява 150-килограмова камбана за храма. Каменният храм има интересна западна фасада с вход, рамкиран от псевдоколони и полукръгъл свод. Над него отстрани има две патронни ниши, а над тях вградена колонка. Между нишите и колонката има две плочи с интересен ктиторския надпис:
| „ | 1911. го. Хра. Св. Ник. Машала Чудно Соеди нение Селц ето Гинеецъ | “ |